# Necropoli di Noeddale
La necropoli di Noeddale è un sito archeologico situato in territorio di Ossi, nella Sardegna nord-occidentale. Il sito è ubicato in un'area ricca di testimonianze appartenenti all'architettura ipogeica isolana nella quale, fra le altre, risaltano le importanti necropoli di Mesu 'e Montes e S'Adde 'e Asile.

## Descrizione
La necropoli di Noeddale, ubicata poco fuori dall'abitato, è stata ricavata in una sella calcare che degrada verso la valle di Sae. Si compone di sei ipogei, tre dei quali preceduti da dromoi (corridoi d'accesso anch'essi ricavati nella roccia).
Fra tutti, per i diversi elementi decorativi presenti, rivestono una certa importanza la cosiddetta tomba della Casa e quella delle Spirali. La prima, che si compone di 11 vani, riproduce con estrema efficacia un soffitto con tetto a doppia falda su piani obliqui, composto da trave di colmo e travetti trasversali, riproduzione artistica delle coperture delle coeve abitazioni. La seconda (6 vani), che presenta due pilastri di sostegno al soffitto, è caratterizzata da elementi decorativi diversi, tipici dell'arte funeraria ipogeica sarda: protomi taurine, false porte, cornici e, da qui il nome della domus, un motivo a doppia spirale in rilievo posto all'ingresso della tomba.

## Datazione
Il sepolcro è stato oggetto di diverse esplorazioni: Giuseppe Chelo (1952-1957), Ercole Contu (1966), Giovanni Lilliu (1963, 1980) e Giuseppa Tanda (1977, 1984), per citarne solo alcuni. In una di queste, nel 1986, venne rinvenuto materiale scheletrico che sottoposto ad accurato esame antropologico e molecolare permise di accertare l'avvenuta frequentazione del sito da almeno 46 individui diversi.
Il primo impianto della necropoli viene ascritto al Neolitico recente; i successivi interventi restano collocati esclusivamente nelle diverse fasi della cultura di Ozieri. Lunghissimo sarebbe invece il lasso di tempo della sua frequentazione che si protrarrebbe sino all'età del Bronzo antico, attraversando quindi i diversi ambiti culturali del tempo: Abealzu-Filigosa, Monte Claro, Vaso campaniforme e Bonnanaro.

## Galleria d'immagini

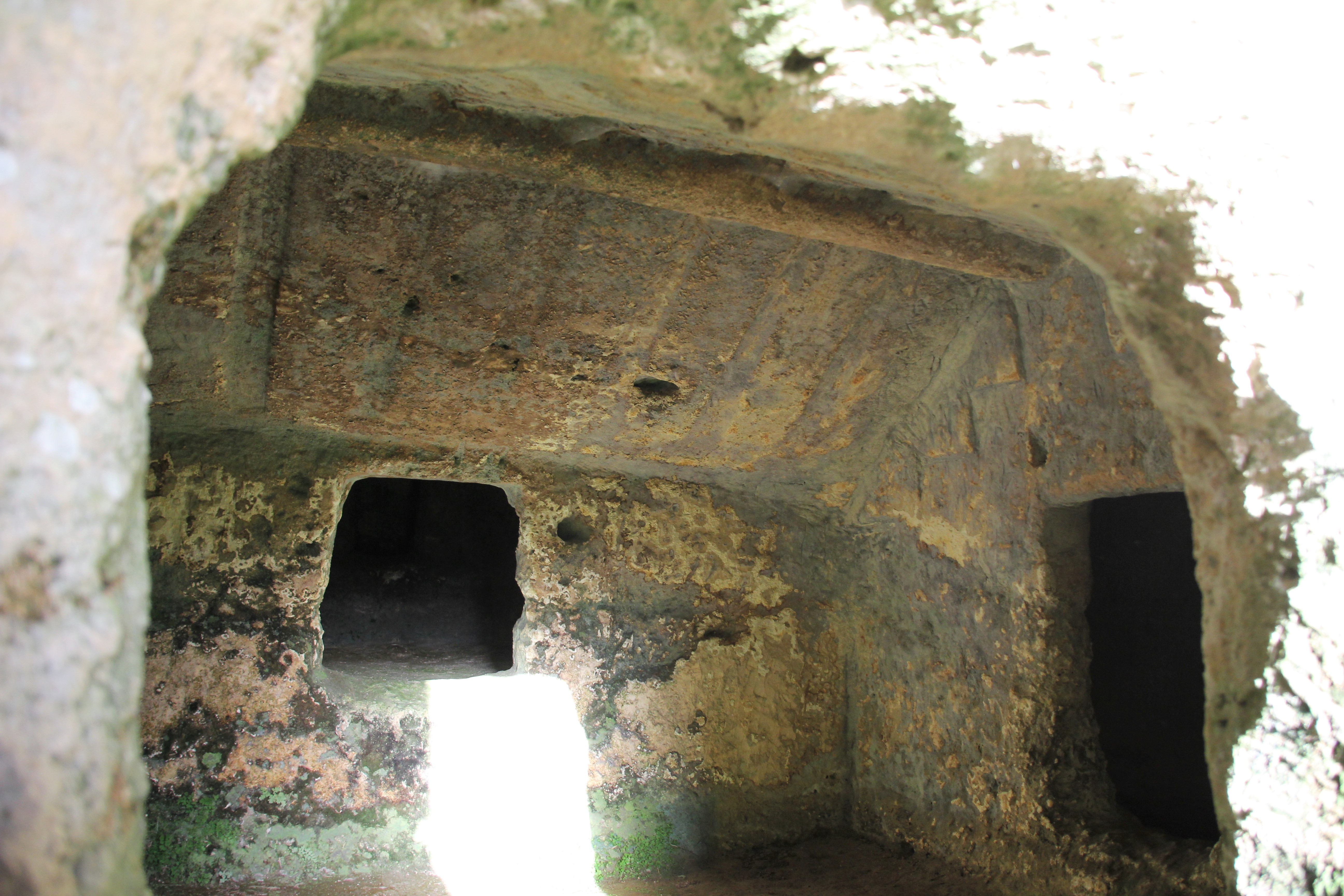
La tomba della Casa
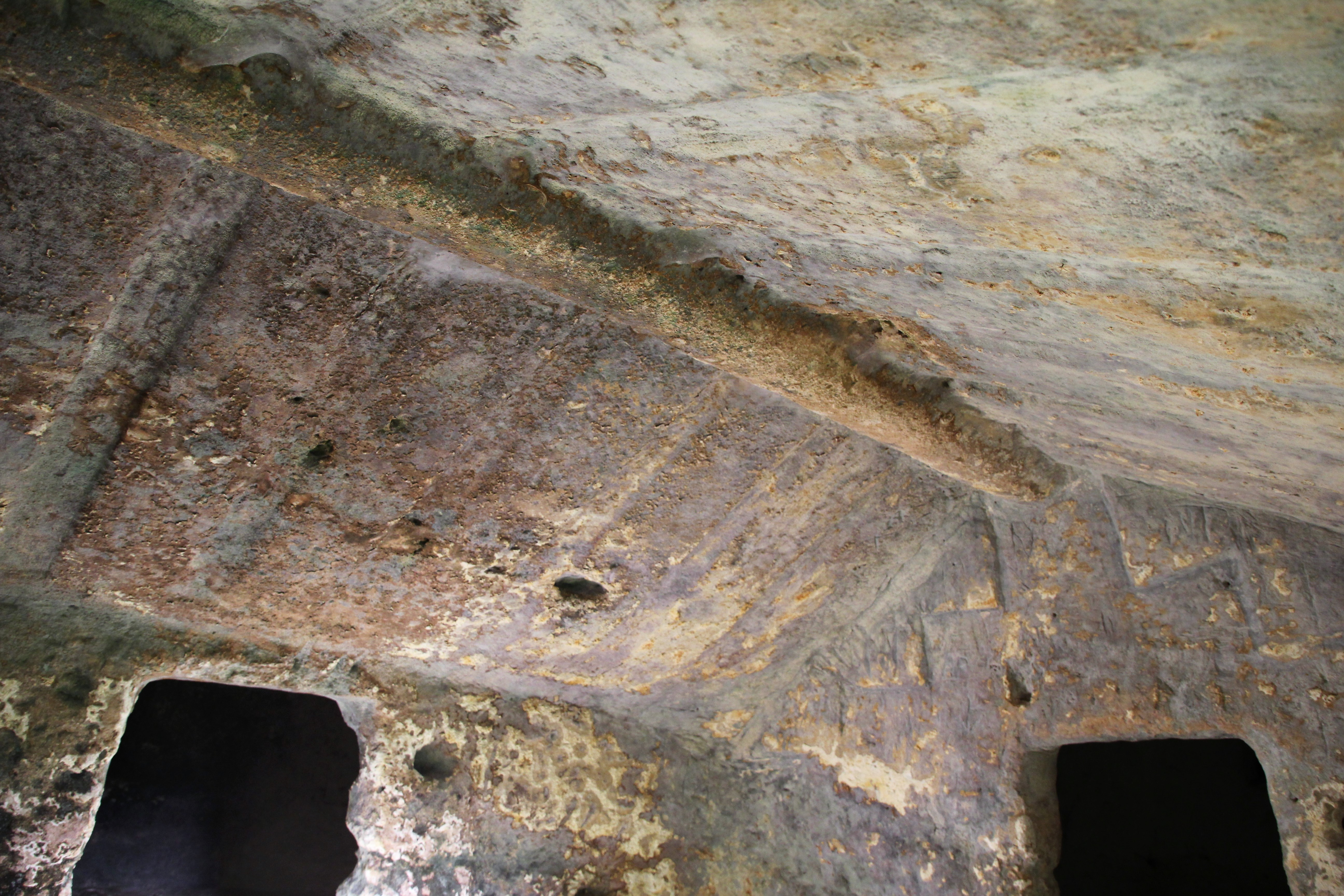
La tomba della Casa
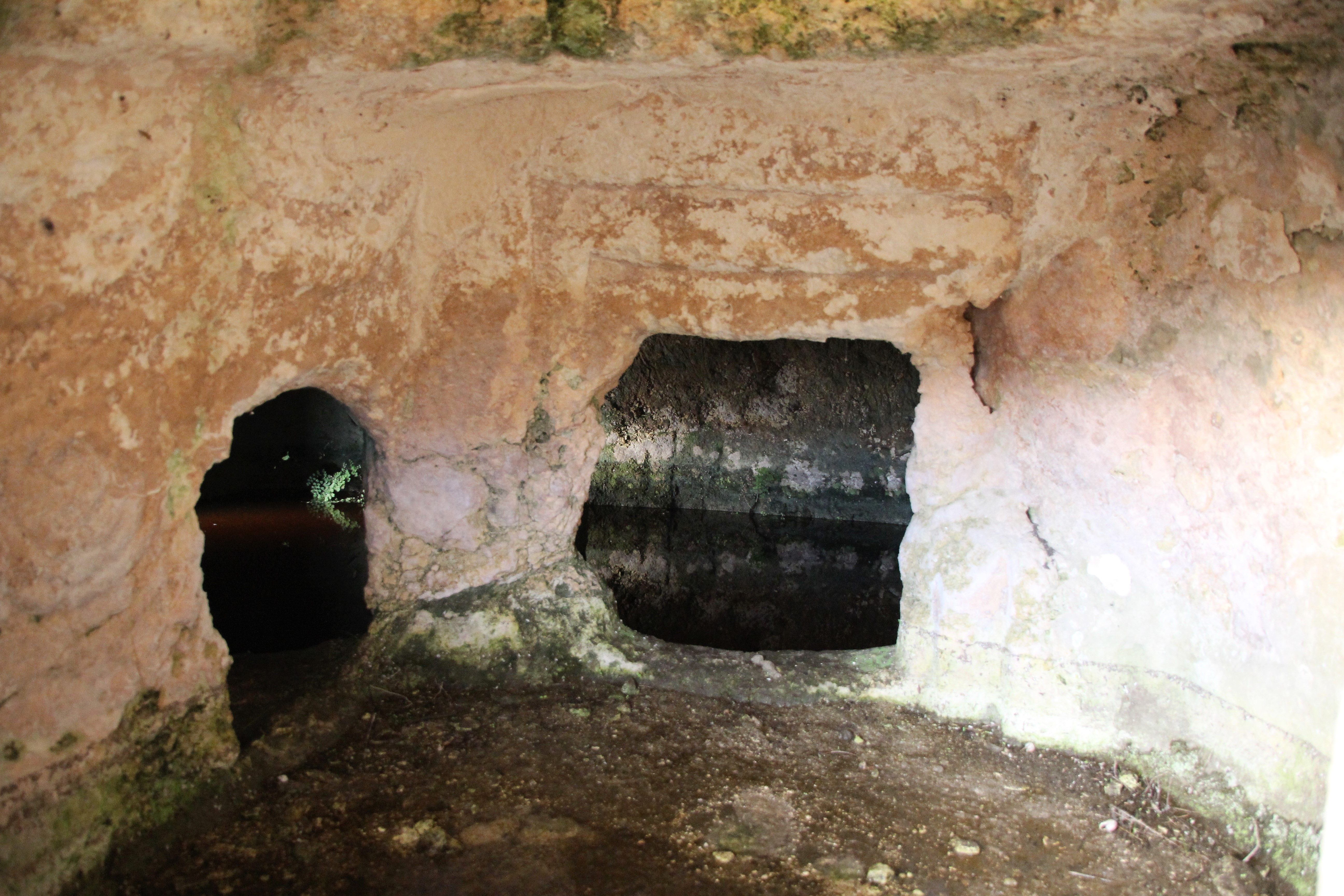
La tomba delle Spirali